# 会田照夫
会田 照夫（あいだ てるお、1947年6月5日 - 2021年2月22日）は、埼玉県春日部市出身のプロ野球選手（投手）。アンダースロー投手であった。
子は3男で、エコノミストの会田卓司、プロ野球選手の会田有志（三男）がいる。

## 来歴

### プロ入り前
小学6年から野球を始め、中学3年の時に遊撃手から投手に転向。
上尾高等学校ではエースとして1964年秋季関東大会に進むが、1回戦で市銚子高に延長10回サヨナラ負け。翌1965年夏の甲子園県予選でも準々決勝に進出するが、大宮高校に敗退し甲子園出場はならなかった。高校の1年上に山崎裕之、同期に江田幸一がいる。
卒業後は高校時代の監督である野本喜一郎に引き連れられ、当時は東都大学野球リーグ二部に低迷していた東洋大学に進学。1年生の秋季リーグでは国士舘大戦でノーヒットノーランを記録し、同季に二部優勝。入替戦で芝工大を降し、5年ぶりに1967年春季リーグから一部昇格を果たす。一部でもエースとして奮闘するが初優勝には届かず、1968年春季リーグの3位が最高成績であった。一部リーグでは東洋大の通算全73試合のうち64試合に登板し、21勝32敗、防御率2.59、272奪三振。大学同期には外野手の細川昌俊らがいる。
卒業後は三協精機に進み、1970年の都市対抗では電気化学に補強され出場。1回戦で日本生命に延長12回の熱戦の末に敗れたものの好投を見せた。同年の産業対抗では全試合に先発、決勝に進み丸善石油の久玉清人、五月女豊（日本石油から補強）と投げ合う。延長10回裏、秋元国武（日本石油から補強）にサヨナラ2点本塁打を喫し敗退するが、同大会の敢闘賞を獲得した。この大会中に行われたドラフト会議でヤクルトアトムズから8位指名を受けており入団。同期指名には山下慶徳（1位）・若松勉（3位）・杉浦享（10位）・倉持明（12位、入団せず）らがいる。

### プロ入り後
1971年は開幕から一軍に上がり、5月5日に初先発、広島の白石静生と投げ合い初完投勝利。しかし5月20日の巨人戦では広野功に9回裏、代打逆転サヨナラ満塁本塁打を浴び敗戦投手となる。6月24日には大洋の鬼頭洋に投げ勝ち初完封を果たす。その後も先発として起用され同年は6勝5敗、規定投球回（22位、防御率3.76）にも達する。
1972年は球筋を他球団に研究され低迷、中継ぎに回った。
1976年は開幕第3戦で井原慎一朗をロングリリーフし初勝利、好投が認められ先発に復帰する。8月25日には中日から5年ぶりの完封勝利を記録した。同年は10勝9敗、防御率3.61（リーグ8位）の好成績を残す。
1977年も先発陣の一角として起用され、9勝9敗、防御率4.29（リーグ17位）を記録した。
1978年のリーグ初優勝にも貢献するが、日本シリーズでの登板はなかった。
1979年から一軍での登板機会が減少するが、同年のイースタンリーグ最多勝を記録する。
1980年限りで引退した。

### 引退後
家業の材木業を継いだ。
2007年4月26日に、三男の会田有志がプロ初勝利を挙げ、日本プロ野球史上初の父子による一軍での勝利投手となった。
2021年2月22日18時19分、虚血性心不全のため、埼玉県春日部市の病院で死去。73歳没。

## 詳細情報

### 年度別投手成績
| 年 度      | 球 団      | 登 板 | 先 発 | 完 投 | 完 封 | 無 四 球 | 勝 利 | 敗 戦 | セ 丨 ブ | ホ 丨 ル ド | 勝 率 | 打 者 | 投 球 回 | 被 安 打 | 被 本 塁 打 | 与 四 球 | 敬 遠 | 与 死 球 | 奪 三 振 | 暴 投 | ボ 丨 ク | 失 点 | 自 責 点 | 防 御 率 | W H I P |
| ---------- | ---------- | ----- | ----- | ----- | ----- | -------- | ----- | ----- | -------- | ----------- | ----- | ----- | -------- | -------- | ----------- | -------- | ----- | -------- | -------- | ----- | -------- | ----- | -------- | -------- | ------- |
| 1971       | ヤクルト   | 35    | 20    | 3     | 1     | 0        | 6     | 5     | --       | --          | .545  | 578   | 138.2    | 116      | 18          | 43       | 4     | 11       | 67       | 1     | 0        | 62    | 58       | 3.76     | 1.15    |
| 1972       | ヤクルト   | 16    | 4     | 0     | 0     | 0        | 0     | 3     | --       | --          | .000  | 133   | 30.1     | 34       | 9           | 12       | 0     | 4        | 13       | 0     | 0        | 27    | 26       | 7.71     | 1.52    |
| 1973       | ヤクルト   | 21    | 4     | 0     | 0     | 0        | 0     | 4     | --       | --          | .000  | 197   | 42.0     | 57       | 4           | 14       | 1     | 2        | 27       | 0     | 0        | 34    | 27       | 5.79     | 1.69    |
| 1974       | ヤクルト   | 35    | 5     | 0     | 0     | 0        | 0     | 2     | 1        | --          | .000  | 283   | 68.2     | 67       | 10          | 24       | 2     | 2        | 31       | 0     | 0        | 27    | 25       | 3.28     | 1.33    |
| 1975       | ヤクルト   | 35    | 4     | 0     | 0     | 0        | 1     | 4     | 1        | --          | .200  | 292   | 72.0     | 71       | 10          | 23       | 3     | 3        | 51       | 1     | 0        | 26    | 24       | 3.00     | 1.31    |
| 1976       | ヤクルト   | 41    | 22    | 6     | 2     | 1        | 10    | 9     | 1        | --          | .526  | 723   | 177.1    | 161      | 25          | 42       | 0     | 6        | 95       | 1     | 0        | 80    | 71       | 3.60     | 1.14    |
| 1977       | ヤクルト   | 40    | 29    | 6     | 0     | 0        | 9     | 9     | 0        | --          | .500  | 749   | 174.1    | 204      | 25          | 37       | 1     | 5        | 100      | 2     | 0        | 90    | 83       | 4.28     | 1.38    |
| 1978       | ヤクルト   | 29    | 21    | 2     | 0     | 0        | 3     | 6     | 0        | --          | .333  | 406   | 90.2     | 111      | 15          | 29       | 5     | 4        | 34       | 1     | 0        | 65    | 54       | 5.26     | 1.54    |
| 1979       | ヤクルト   | 8     | 2     | 0     | 0     | 0        | 0     | 2     | 0        | --          | .000  | 71    | 13.1     | 23       | 5           | 7        | 1     | 0        | 6        | 0     | 0        | 17    | 14       | 9.45     | 2.25    |
| 1980       | ヤクルト   | 13    | 3     | 0     | 0     | 0        | 0     | 1     | 0        | --          | .000  | 128   | 26.1     | 39       | 6           | 10       | 0     | 2        | 17       | 0     | 0        | 21    | 20       | 6.84     | 1.86    |
| 通算：10年 | 通算：10年 | 273   | 114   | 17    | 3     | 1        | 29    | 45    | 3        | --          | .392  | 3560  | 833.2    | 883      | 127         | 241      | 17    | 39       | 441      | 6     | 0        | 449   | 402      | 4.34     | 1.35    |

### 表彰
- 月間MVP：1回 （1976年8月）

### 記録
投手記録
- 初登板：1971年4月11日、対大洋ホエールズ2回戦（川崎球場）、8回裏から3番手で救援登板・完了、1回無失点
- 初先発登板・初完投・初勝利・初先発勝利・初完投勝利：1971年5月5日、対広島東洋カープ1回戦（明治神宮野球場）、9回1失点
- 初完封勝利：1971年6月13日、対大洋ホエールズ8回戦（明治神宮野球場）
- 初セーブ：1974年5月30日、対中日ドラゴンズ9回戦（明治神宮野球場）、7回表無死から2番手で救援登板・完了、3回1失点

打撃記録
- 初本塁打：1971年8月5日、対阪神タイガース18回戦（明治神宮野球場）、4回裏に伊藤幸男から2ラン

### 背番号
- 18 （1971年 - 1974年）
- 12 （1975年 - 1980年）